# Ap Chau Pak Tun Pai
Ap Chau Pak Tun Pai (en chino, 鴨洲白墩排) es una pequeña isla en el puerto Crooked, cerca de Ap Lo Chun, entre  Ap Chau y Sai Ap Chau, en el noreste de los Nuevos Territorios de la Región administrativa especial de Hong Kong, al sur de la República Popular de China. Se encuentra ubicado en la bahía de Ap Chau ((鴨洲海) y está bajo la administración del Distrito Norte.